# Aeroport d'Eindhoven
L'Aeroport d'Eindhoven (codi IATA: EIN, codi OACI: EHEH) és un aeroport regional localitzat a 7 km a l'oest d'Eindhoven, Països Baixos. En termes del nombre de passatgers és el segon major aeroport dels Països Baixos, amb 3,4 milions de passatgers en 2013 (per darrere de Schiphol, que va atendre més de 52 milions de passatgers).
L'aeroport és utilitzat tant per vols militars o civils. Des de la Segona Guerra Mundial fins fa uns anys, l'aeroport d'Eindhoven va ser anomenat Welschap.
Durant la Segona Guerra Mundial va ser bombardejat. Quan es va proposar començar a construir un nou aeroport en el districte Meerhoven a la rodalia de l'aeroport d'Eindhoven, es van trobar diverses bombes i van haver de rebutjar aquests plans.
El 15 de juliol de 1996 un Lockheed C-130 Hercules de la Força Aèria Belga es va estavellar en l'aeroport. L'avió es va incendiar i amb la intensa calor, 34 persones van morir.

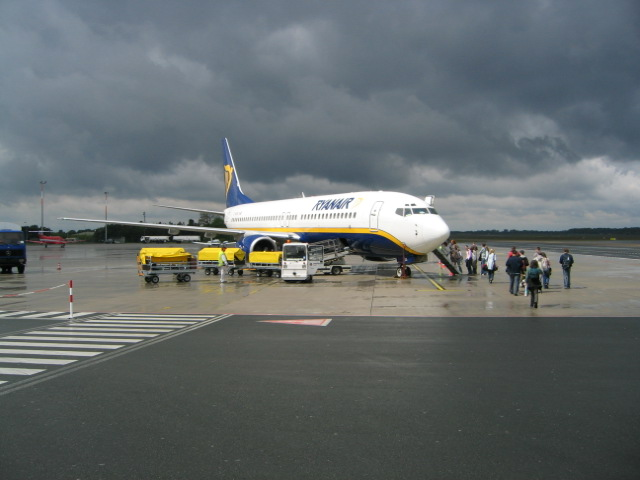
Boeing 737-800 de Ryanair en l'aeroport de Eindhoven.

## Centre de coordinació de l'OTAN
Des de l'1 de juliol de 2007, Eindhoven, és la ubicació del nou Centre de coordinació de l'OTAN al Centre d'Europa, una fusió de l'anterior Centre de Transport Aeri Europeu (EAC), creat pel Grup Aeri Europeu, i el Centre de Coordinació de Transport Marítim (SCC). Els països fundadors del MCCE són: Alemanya, Bèlgica, Canadà, Dinamarca, Eslovènia, Espanya, França, Holanda, Hongria, Itàlia, Letònia, Noruega, Regne Unit, Suècia i Turquia. El Centre està dirigit per 30 militars i civils dels països participants.
Al juliol de 2008, RTV Oost, una emissora de televisió regional holandesa, va anunciar que el govern holandès està investigant la possibilitat de moure els vols militars des de l'aeroport d'Eindhoven Airport a l'Aeroport de Enschede Twente, una antiga base aèria que actualment, amb prou feines té ús. El possible moviment, suposaria que els esquadrons 334 i 336 actualment estacionats en Eindhoven, deixaria més espai per a vols civils i disposar d'una base aèria exclusiva en Twente.